# Tanjung Pinang
Tanjung Pinang este un oraș din Indonezia.